# Dominique de La Rochefoucauld
Pour les articles homonymes, voir La Rochefoucauld et Cardinal de La Rochefoucauld.
Pour les autres membres de la famille, voir Famille de La Rochefoucauld.
Dominique de La Rochefoucauld-Langeac, cardinal de La Rochefoucauld (Saint-Chély-d'Apcher, 26 septembre 1712 – Münster, 23 septembre 1800), est un prélat et homme politique français du XVIIIe siècle.
Archevêque d'Albi puis de Rouen, primat de Normandie, le cardinal de La Rochefoucauld est élu député aux États généraux de 1789. Il s'oppose à la Révolution et à la constitution, refuse de prêter le serment constitutionnel, et émigre en 1792.

## Biographie
Né le 26 septembre 1712 à Saint-Chély-d'Apcher, il est le fils de Jean-Antoine de La Rochefoucauld, marquis de Langeac, seigneur de Saint-Ilpize de Cusson et Rochegonde, et de Marie-Madeleine de Michel de la Champ. Issu d'une branche provinciale et pauvre de la famille La Rochefoucauld, il reçoit la protection du cardinal Frédéric-Jérôme de La Rochefoucauld par intercession de l'évêque de Mende Gabriel-Florent de Choiseul-Beaupré, qui le rencontre lors de son passage à l'abbaye de Lavoute Chilhac (à quelques kilomètres de Saint Ilpize) où le jeune Dominique servait la messe. Il est le troisième de cinq enfants. Il est l'oncle de Jean-Joseph d'Apcher (fils d'Antoinette de La Rochefoucauld et Joseph d'Apchier) qui s'illustra dans la traque de la bête du Gévaudan en palliant, sur ses deniers, le renoncement du roi à faire chasser l'animal après de longs mois d'échec.

### Archevêque d'Albi puis de Rouen
Il étudie au séminaire de Clermont puis au séminaire Saint-Sulpice où il obtient une licence en théologie. Il est ordonné prêtre à Paris. 
Le cardinal La Rochefoucauld le nomme vicaire général de l'archidiocèse de Bourges.
Nommé archevêque d'Albi le 1er mai 1747 par le roi de France Louis XV, il est élu le 29 mai et le pallium lui est donné le même jour. Il est consacré le 29 juin 1747 dans la chapelle du séminaire par Gabriel-Florent de Choiseul-Beaupré, évêque de Mende, assisté de Pierre Augustin de Fleury, évêque de Chartres et Charles de Grimaldi d'Antibes, évêque de Rodez. Il jure fidélité au roi le 12 juillet 1747.
Dominique se distingue, dans les assemblées du clergé en 1750 et 1755, par son ardeur à défendre les droits de l'Église gallicane. Il devient abbé commendataire de Cluny en 1757, après la mort du cardinal de La Rochefoucauld.
Nommé archevêque de Rouen et primat de Normandie le 25 avril 1759, il résigne l'évêché Albi le 30 et reçoit ses bulles le 2 juin. Il prend possession du siège rouennais le 28 juillet 1759 et s'installe le 10 janvier 1760. Il est membre en 1765 de l'Assemblée du clergé qu'il présidera en 1780 et 1782.

### Cardinalat
Sur la requête du roi de France Louis XVI, il est créé cardinal-prêtre lors du consistoire du 1er juin 1778 tenu par le pape Pie VI. La barrette rouge lui est donnée par Romoaldo Braschi-Onesti avec un bref apostolique en date du 1er octobre 1778. Il ne va pas à Rome chercher son chapeau rouge et ne disposera pas de titre cardinalice.
Il devient en 1780 abbé commendataire de Fécamp. Il est promu la même année commandeur de l'Ordre du Saint-Esprit (14 mai, en la chapelle royale du Château de Versailles).

### Sous la Révolution
Le 23 avril 1789, le clergé du bailliage de Rouen, par 783 voix, l'élit député aux États généraux. Partisan de l'Ancien Régime, il se prononce nettement contre la Révolution et en général contre toutes les mesures allant dans ce sens. Il présida la chambre du clergé (6 mai - 27 juin), opina avec la majorité de cet ordre, se montra opposé à la délibération par tête, à la réunion au tiers état, et ne se décida à « se réunir aux travaux de l'assemblée » après le 14 juillet, que pour y mieux défendre les institutions de la Monarchie.
Défenseur convaincu des principes du clergé, le cardinal de La Rochefoucauld mène malgré son âge avancé, une opposition acharnée à la Constitution. Il refuse de prêter serment à la Constitution civile du clergé. Il est privé de ses rentes et bénéfices. Il signe la protestation du 12 septembre 1791 contre les innovations faites par l'Assemblée en matière de discipline religieuse. Une instruction pastorale publiée par lui la même année fut lacérée et brûlée par le tribunal de Rouen comme contraire aux lois ; mais la procédure fut abandonnée et il fut déchargé d'accusation.
Il émigre après la journée du 10 août 1792, et se réfugie à Maastricht puis à Bruxelles. À partir de juillet 1794 il réside à Münster, en Allemagne. 
Âgé de 87 ans, il ne fait pas le voyage et ne participe pas au conclave de 1799-1800 qui élit Pie VII.
Le 20 septembre 1800 après la célébration de la messe, il tombe malade et sa santé se détériore rapidement. Il reçoit le jour suivant les saints sacrements. Il meurt le 23 septembre à Münster. Des obsèques grandioses sont célébrées sur ordre du prince-évêque de Münster, l'archiduc Maximilien François d'Autriche. L'oraison funèbre est prononcée le 15 mai 1801 par l'abbé Pierre François Théophile Jarry.
En avril 1876, ses restes sont transférés à Rouen et enterrés dans la crypte des archevêques de la cathédrale de Rouen.

Son épitaphe est gravée dans la chapelle de la Vierge de la cathédrale de Rouen : 

### Distinction
- Commandeur de l'Ordre du Saint-Esprit (1780).

### Portrait
Son portrait, par François Hubert Drouais, figure notamment dans les collections du château de Parentignat.

## Armoiries
| Image | Blasonnement                                                                                              |
| ----- | --- |
|       | Burelé d'argent et d'azur, à trois chevrons de gueules brochant sur le burelé, le premier chevron écimé., |

## Lignée épiscopale
1. Dominique de La Rochefoucauld (1747)
2. Gabriel-Florent de Choiseul-Beaupré (1718)
3. François Bouthillier de Chavigny (1679)
4. l'archevêque Jean de Montpezat de Carbon (1658)
5. l'archevêque Pierre de Marca (1648)
6. Claude de Rebé (1622)
7. Guido Bentivoglio d'Aragona (1607)
8. Ludovico de Torres (Jr.) (1588)
9. Gabriele Paleotti (1566)
10. saint Charles Borromée (1563)
11. Giovanni Antonio Serbelloni…

Le cardinal de La Rochefoucauld fut le principal consécrateur de :
- Marc-Antoine de Noé, évêque de Troyes (1763) ;
- Michel-François de Couët du Vivier de Lorry, évêque de Vence (1764) ;
- Jean-Auguste de Chastenet de Puységur, évêque de Saint-Omer (1775), depuis archevêque de Bourges ;